# Колона (род)
Колона (на италиански: Colonna) е значима римска фамилия. Името произлиза от селището Колона в планината Албани, на 27 км източно от Рим.
От 11 до 16 век фамилията има голямо влияние, чрез значителната си собственост и многото си дворци, в политиката на Папската държава и при избора на Папите. Поддържали са Гвелфите и гибелините. От фамилията произлизат папа Мартин V, кардинали, генерали, държавници и учени.
На тях принадлежи между другото град Палестрина
Предполага се, че фамилията Колона произлиза от Теофилактите.

## Известни членове на фамилията

### Светски
- Марк Антонио Колона (1535–1584), Адмирал
- Стефано, римски сенатор, роден през втората пловина на 13 век
- Скиара († 1329), брат на Стефано
- Просперо, папски генерал (1452–1523)
- Витория (1490–1547), поетеса, съпруга на Фернандо Франческо де Авалос, приятелство с Микеланджело

### Духовници
- Джовани I († 28 януари 1245) става 1206 г. кардинал чрез Папа Инокентий III
- Джакомо Колона († 14 avgust 1318) става 1278 кардинал чрез Папа Николай III
- Пиетро († 1326) става 1288 кардинал чрез Папа Николай IV
- Джовани II († 1348) става 1327 кардинал чрез Папа Йоан XXII
- Стефано († 1378) става 1378 кардинал чрез Папа Урбан VI
- Агапито († 1380) става 1378 кардинал чрез Папа Урбан VI, епископ на Асколи Пичено, Бреша и Лисабон
- Одоне Колона (* 1368; † 1431), Папа Мартин V
- Просперо Стари († 1463) става 1426 кардинал чрез своя чичо Мартин V
- Помпео (1479–1532), кардинал
- Джовани IV († 1508) става 1480 кардинал чрез Сикст IV
- Маркантонио Стари (1523–1597) губи в Конклавa от 1590
- Просперо (1662–1743), кардинал
- Маркантонио Колона (1724–1793), кардинал
- Карло (1665–1739) става 1706 кардинал чрез Папа Климент XI

## Господари на Колона
- Пиетро Колона (1078–1108), господар на Колона, Монтепорцио, Загарола и Галикано
- Пиеро Колона († сл. 1116), негов син, господар на Колона, Монтепорцио, Загарола, Галикано и Палестрина
- Одоне Колона († сл. 1151), негов син, господар на Колона, Монтепорцио, Загарола, Галикано и Палестрина
- Джиордано Колона († сл. 1188), негов син, господар на Колона, Монтепорцио, Загарола, Галикано и Палестрина
- Одоне Колона († сл. 1280), негов син, господар на Колона, MonteporzioМонтепорцио, Загарола, Галикано и Палестрина, римски сенатор
- Джовани Колона († 1293), негов син, господар на Колона, Монтепорцио, Загарола, Галикано и Палестрина, римски сенатор
- Агапито Колона († 1300), негов син, господар на Колона, Монтепорцио, Загарола, Галикано и Палестрина, 1293 римски сенатор
- Стефано Колона Стари († 1349), негов брат, господар на Палестрина, римски сенатор

## Херцози на Палиано
- Лоренцо Онофрио Колона († 1423) господар на Палиано
- Антонио Колона († 1471), негов син, господар на Палиано
- Пиетро Антонио Колона, негов син
- Маркантонио I Колона (1478–1522), негов син, господар на Палиано, 1508 Conte di Ceccano e Pofi
- Просперо Колона († 1523), кондотиер, син на Антонио Колона, 1. херцог на Траето
- Веспасиано Колона (1480–1528), негов син, 2. херцог на Траето, господар на Палиано (неговата дъщеря наследява Траето)
- Одоардо Колона († 1485), 1459 1. Duca di Marsi
- Фабрицио I Колона (1460–1520), негов по-малък син, 1519 1. Duca di Палиано, Marchese di Manopello, 1497 Conte di Tagliacozzo, 1512 Großkonnetabel на Неапол
- Асканио I Колона († 1557), негов син, 2. Duca di Paliano,
- Маркантонио II Колона (1535–1585), негов син, 3. Duca di Paliano, 1569 Duca di Tagliacozzo, 1577–1584 вицекрал на Сицилия
- Фабрицио Колона (1557–1580), негов син, 1569 наследствен княз на Paliano
- Маркантонио III Колона (1575–1595), негов син, 4. Duca e Principe di Colonna 2. Duca di Tagliacozzo
- Маркантонио IV Колона (1595–1611), негов син, 5. Duca e Principe di Colonna, 3. Duca di Tagliacozzo
- Филипо I Колона (1578–1639), негов чичо, 6. Duca e Principe di Colonna, 4. Duca di Tagliacozzo
- Джироламо Колона (1604–1666), негов син, 7. Duca e Principe di Colonna, 5. Duca di Tagliacozzo, архиепископ на Болоня, кардинал
- Маркантонио V Колона (1603–1655), негов брат, 8. Duca e Principe di Colonna, 6. Duca di Tagliacozzo
- Лоренцо Онофрио I Колона (1637–1689), негов син, 8. Duca e Principe di Colonna, 7. Duca di Tagliacozzo, Duca di Marino, Duca di Miraglia
- Филипо II Колона (1663–1714), негов син, 9. Duca e Principe di Colonna, 8. Duca di Tagliacozzo etc.
- Фабрицио II Колона (1700–1755), негов син, 10. Duca e Principe di Colonna, 9. Duca di Tagliacozzo etc.
- Лоренцо II Колона (1723–1779), негов син, 11. Duca e Principe di Colonna, 10. Duca di Tagliacozzo etc.
- Филипо III Giuseppe Колона (1760–1818), негов син, 12. Duca e Principe di Colonna, 11. Duca di Tagliacozzo etc.
- Аспрено Колона (1787–1847), племенник на Filippo III. Colonna, 13. Duca e Principe di Colonna, 12. Duca di Tagliacozzo, 6. Duca di Tursi
- Джовани Andrea Колона (1820–1894), негов син, 14. Duca e Principe di Colonna, 13. Duca di Tagliacozzo, 7. Duca di Tursi
- Маркантонио Колона (1844–1912), негов син, 15. Duca e Principe di Colonna, 14. Duca di Tagliacozzo, 8. Duca di Tursi
- Фабрицио Колона (1848–1923), негов брат, 16. Duca e Principe di Colonna, 15. Duca di Tagliacozzo, 9. Duca di Tursi
- Маркантонио Колона(1881–1947), негов син, 17. Duca e Principe di Colonna, 16. Duca di Tagliacozzo, 10. Duca di Tursi
- Аспрено Колона (1916–1987), негов син 18. Duca e Principe di Colonna, 17. Duca di Tagliacozzo, 11. Duca di Tursi
- Маркантонио Колонаa (* 1948), негов син, 19. Duca e Principe di Colonna, 18. Duca di Tagliacozzo, 12. Duca di Tursi

## Херцози на Дзагароло
- Джироламо Колона († 1482), господар на Галикано и Дзагароло, извънбрачен син на Антонио Колона († 1471)
- Марчело Колона († началото на 1526), негов син, господар на Галикано и Загароло
- Камило Колона († 1558), негов син, 1. Duca di Zagarolo
- Помпео Колона († 1584), негов син, 2. Duca di Zagarolo
- Марцио Колона († сл. 1601), негов син, 3. Duca di Zagarolo, 1. Principe di Gallicano
- Пиерфранческо Колона, негов син, 4. Duca di Zagarolo, 2. Principe di Gallicano
- Помпео Колона († 1676), негов син, 5. Duca di Zagarolo, 3. Principe di Gallicano

## Господари и князе на Палестрина
- Стефано Колона Млади († 1347), син на Стефано Колона Стари
- Стефанело Колона († 1366/68), негов син, господар на Палестрина
- Giovanni Colonna († 1413), негов син, господар на Палестрина
- Niccolò Colonna († 1410), негов брат, господар на Палестрина
- Iacopo Colonna († um 1431), негов син, господар на Палестрина
- Stefano Colonna († 1433), негов син, господар на Палестрина
- Stefano Colonna (1433–1482/90), негов син, господар на Палестрина
- Francesco Colonna († 1538), негов син, господар на Палестрина
- Stefano Colonna († 1548), негов син, господар на Палестрина
- Giulio Cesare Colonna († nach 1571), негов син, 1571 1. Principe di Palestrina
- Франческо Колона († 1636), негов син, 1. Principe di Carbognano e Bassanello, продава Палестрина 1630 г. на фамилията Барберини

## Князе на Карбоняно
- Giulio Cesare Colonna (1602–1681), негов син, 2. Principe di Bassanello e Карбоняно
- Egidio Colonna († 1686), негов син, 3. Principe di Carbognano, Duca di Bassanello
- Francesco Colonna (1684–1750), негов син, 4. Principe di Carbognano, Duca di Bassanello
- Giulio Cesare Colonna (1702–1787), негов син, 5. Principe di Carbognano, Duca di Bassanello, Principe di Palestrina (uxor nomine); ∞ Donna Cornelia Costanza Barberini 4. Principessa di Palestrina
- Urbano Barberini Colonna di Sciarra (1733–1796), негов син, 6. Principe di Carbognano, Duca di Bassonello,
- Maffeo Barberini Colonna di Sciarra (1771–1849), негов син, 7. Principe di Carbognano, Duca di Bassonello
- Maffeo Barberini Colonna di Sciarra (1850–1925), негов posthum син, 8. Principe di Carbognano, Duca di Bassanello
- Urbano Barberini Colonna di Sciarra (1913–1942), негов син, 9. Principe di Carbognano, Duca di Bassonello
- Алберто Риарио Сфорца (* 1937), негов зет, 10. Principe di Carbognano (uxor nomine)